# Miso

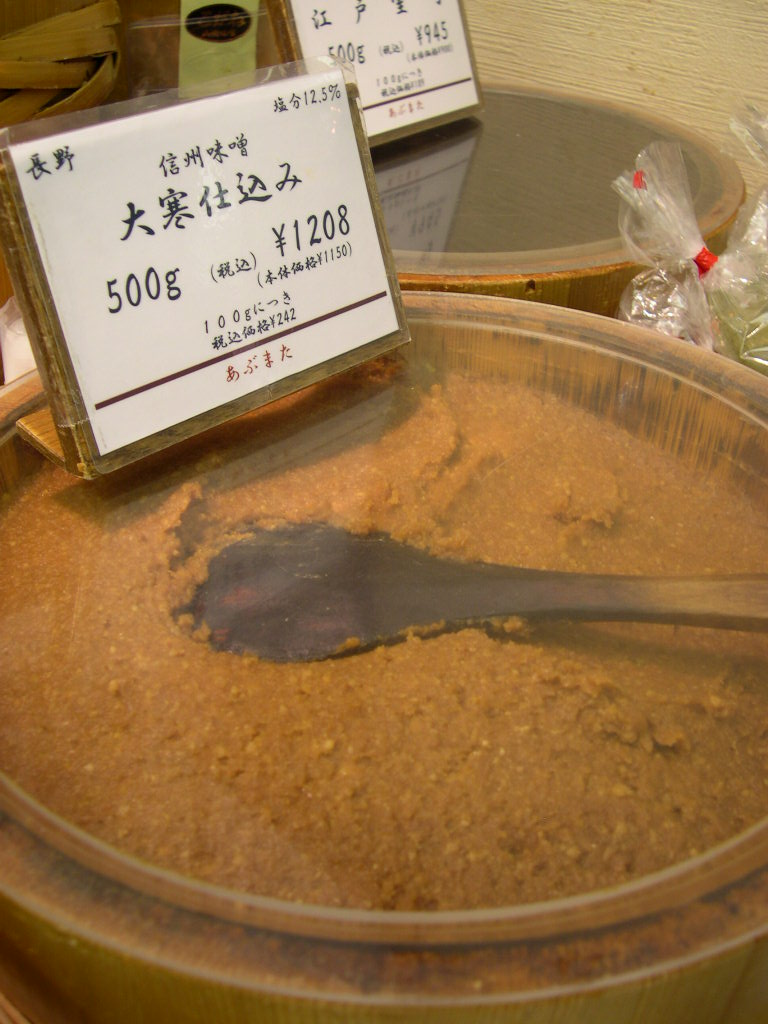
Miso te koop in een markthal in Tokio

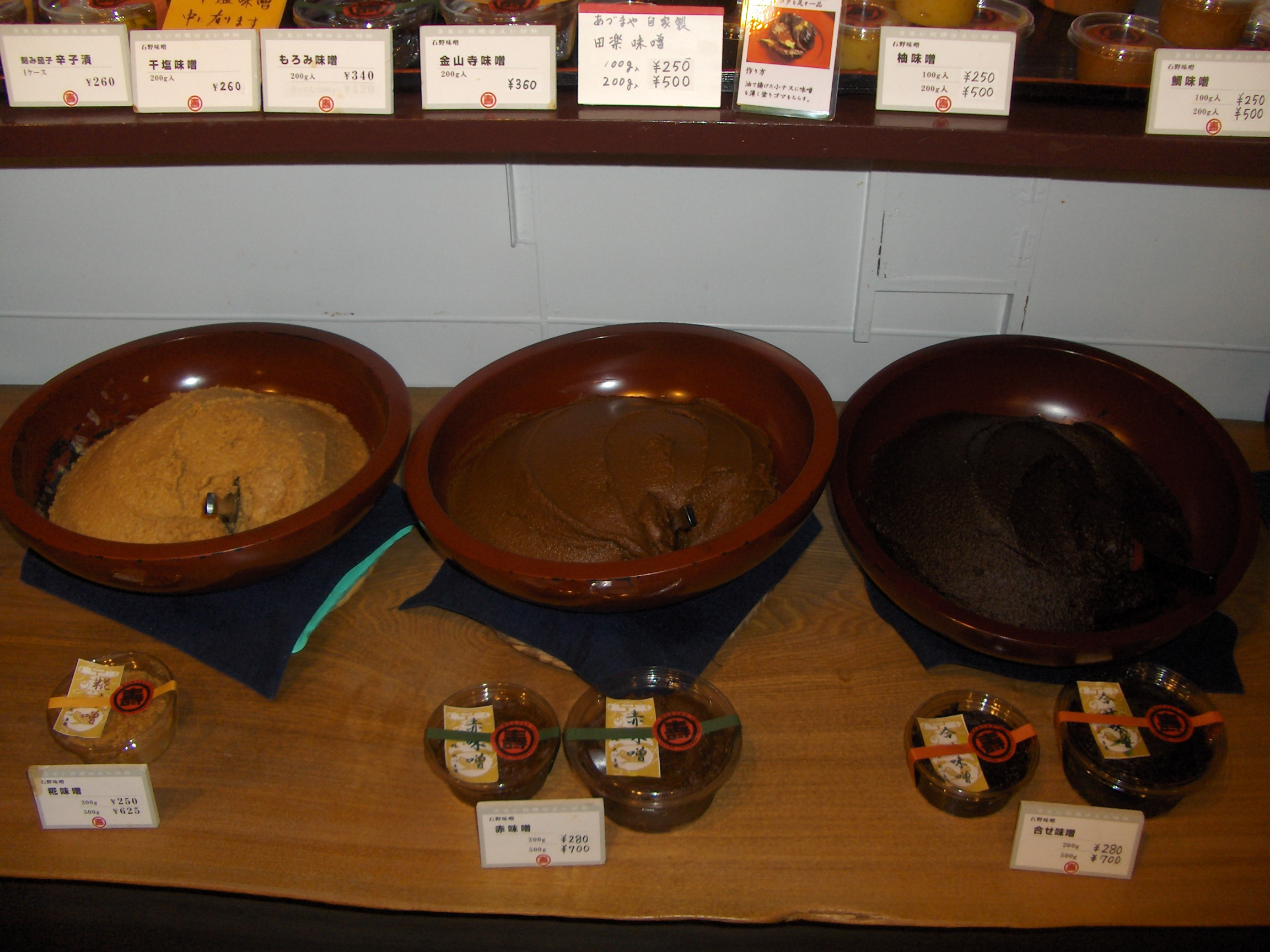
Verschillende soorten miso in Kioto

Miso (Japans: みそ of 味噌) of misopasta is een Japanse gefermenteerde sojabonenpasta. Het is een traditioneel condiment uit de Japanse keuken dat wordt vervaardigd door het fermenteren van sojabonen met zout en koji (de schimmel Aspergillus oryzae) en soms rijst, gerst, zeewier of andere ingrediënten. Het resultaat is een dikke pasta die gebruikt wordt voor sauzen, het inleggen van groenten of om te mengen met dashi tot misosoep (味噌汁). Vanwege de grote hoeveelheid proteïne, vitaminen en mineralen speelde miso een belangrijke rol in de voedingsleer in het feodale Japan (1185-1603). Miso is nog steeds wijdverbreid in Japan, zowel in de traditionele als de moderne keuken. Bovendien is er wereldwijde belangstelling ontstaan voor dit condiment.
Miso is doorgaans zout, maar de smaak en het aroma zijn afhankelijk van verscheidene factoren zoals de ingrediënten en het fermentatieproces. Diverse varianten van miso worden omschreven als zout, zoet, aardeachtig en fruitig. 

## Geschiedenis
De oorsprong van miso in Japan is niet geheel duidelijk.
Miso's van graan en vis worden in Japan bereid sinds het neolithicum (Jomonperiode; 10.000 v.Chr. - 300 v.Chr.). Deze worden jōmon miso genoemd en zijn vergelijkbaar met de vroege vis- en sojasauzen die in geheel Oost-Azië geproduceerd werden.
Tijdens het Kamakura-shogunaat (1192-1333) was het gebruikelijk een maaltijd te serveren bestaande uit een kom rijst met gedroogde vis, verse groente en miso. Tot de Muromachiperiode (1337-1573) werd miso gemaakt zonder daarbij de sojabonen te verbrijzelen, evenals bij nattō. In de Muromachiperiode ontdekten boeddhistische monniken dat sojabonen vermalen konden worden tot pasta. Dit bracht nieuwe kookmethoden voort, waarbij andere etenswaren gekruid werden met miso. In de middeleeuwen ontstond het woord temaemiso, dat zelfgemaakte miso betekent. Het bereiden van miso is een betrekkelijk eenvoudig proces, waardoor zelfgemaakte misovarianten zich verspreidden over Japan. Tijdens de Sengoku-periode werd miso gebruikt als legerproviand; het maken van miso was toen een belangrijke economische activiteit voor de daimyō's.
In de Edoperiode (1603-1868) werd miso ook hishio (醤) en kuki (豆支) genoemd. Er ontstonden in Japan verschillende soorten miso die pasten bij het lokale klimaat en de cultuur.
Heden ten dage wordt miso door de industrie grootschalig geproduceerd, waardoor huisgemaakte miso een zeldzaamheid geworden is. De afgelopen jaren zijn er veel nieuwe soorten miso verschenen. Voorbeelden zijn miso's met toegevoegd calcium, of zoutarme varianten.

## Ingrediënten
Mogelijke ingrediënten voor het bereiden van miso zijn sojabonen, gerst, rijst, boekweit, gierst, rogge, tarwe en hennepzaad. Recentelijk zijn misoproducenten buiten Japan gaan gebruikmaken van kikkererwten, mais, adukibonen, amarant en quinoa. De fermentatietijd loopt uiteen van vijf dagen tot enkele jaren. De grote verscheidenheid aan Japanse miso is lastig te classificeren, maar dit wordt vaak gedaan aan de hand van de graansoort, kleur, smaak en achtergrond:
- mugi (麦): gerst
- tsubu (粒): volkoren gerst
- genmai (玄米): bruine rijst
- moromi (醪): stevig, gezond (kōji is ongemengd)
- nanban (南蛮): gemengd met hete chilipeper voor dipsaus
- taima (大麻): hennepzaad
- sobamugi (蕎麦): boekweit
- hadakamugi (裸麦): Tibetaanse gerst, ook Himalaya-gerst genoemd
- nari (蘇鉄): gemaakt van palmvarens
- gokoku (五穀): "vijfgranen": soja, tarwe, gerst, pluimgierst (Panicum miliaceum) en trosgierst (Setaria italica)

## Smaak
De smaak, aroma, textuur en uiterlijke verschijning van miso verschillen per regio en seizoen. De meest voorkomende smaakcategorieën van miso zijn:
- Shiromiso, "witte miso"
- Akamiso, "rode miso"
- Awasemiso, "gemengde miso"

## Voedingswaarde
Beweringen dat miso een hoog gehalte vitamine B bevat zijn weerlegd door sommige onderzoeken.
Miso heeft een relatief hoog zoutgehalte, wat kan bijdragen aan een hogere bloeddruk bij mensen met zoutgevoelige hypertensie.